# Savallà del Comtat
Savallà del Comtat è un comune spagnolo di 62 abitanti situato nella comunità autonoma della Catalogna.